# Senouire
Pour les articles homonymes, voir Senouire (homonymie).
La Senouire est une rivière française du Massif central, qui coule dans le département de la Haute-Loire. C'est un affluent de l'Allier en rive droite, donc un sous-affluent de la Loire.

## Géographie
La Senouire prend sa source dans les monts du Livradois, sur la commune de Sembadel (Haute-Loire).
De 63,1 km de longueur, elle se dirige d'abord vers le nord, direction qu'elle abandonne rapidement en faisant un demi-tour complet au niveau de La Chaise-Dieu, en direction du sud d'abord, puis du sud-ouest. Arrivée au niveau de Paulhaguet, elle change une dernière fois d'orientation, vers le nord-ouest cette fois, direction qu'elle maintient grosso modo jusqu'à la fin de son parcours.
Elle se jette dans l'Allier à Vieille-Brioude, juste au sud de Fontannes et un peu en amont de Brioude.

## Communes traversées
Dans le seul département de la Haute-Loire, la Senouire traverse dix-neuf communes :
- La Chapelle-Geneste, Malvières, La Chaise-Dieu, Bonneval, Connangles, Sembadel, Fontannes, Frugières-le-Pin, Saint-Pal-de-Senouire, Lavaudieu, Vieille-Brioude, Collat, Domeyrat, La Chapelle-Bertin, Josat, Paulhaguet, Salzuit, Mazerat-Aurouze, Sainte-Marguerite.

## Affluents
- Le Doulon (rive droite)
- Le Lamandie (rive droite)
- Le Moullys (rive gauche)
- Le Mazel (rive gauche)
- Le Montorgue (rive gauche)
- Le Lidenne (rive gauche), 16,8 km[3]

## Hydrologie
La Senouire est une rivière modérément abondante. Son débit a été observé durant une période de 47 ans (1961-2007), à Paulhaguet, localité du département de la Haute-Loire située à une douzaine de kilomètres de son confluent avec l'Allier à Fontannes. Le bassin versant de la rivière y est de 155 km2 soit plus ou moins 90 % de sa totalité de 170 km2.
Le module de la rivière à Paulhaguet est de 1,57 m3/s.
La Senouire présente des fluctuations saisonnières de débit assez modérées, comme bien souvent les affluents de la Loire issus de montagnes bien arrosées. Les hautes eaux se déroulent en hiver et au printemps et se caractérisent par un débit mensuel moyen oscillant entre 1,97 et 2,38 m3/s, de décembre à mai inclus (avec un maximum en mai). Dès le début du mois de juin, le débit chute rapidement jusqu'aux basses eaux qui surviennent en été, de juillet à septembre inclus, et s'accompagnent d'une baisse du débit moyen mensuel allant jusqu'à 0,44 m3 au mois d'août, ce qui est encore assez consistant. Mais les fluctuations sont bien plus prononcées sur de plus courtes périodes ou selon les années.

### Étiage ou basses eaux
À l'étiage, le VCN3 peut chuter jusque 0,052 m3, en cas de période quinquennale sèche, soit 52 litres par seconde, ce qui devient sévère. 

### Crues
Les crues peuvent être fort importantes compte tenu de la petitesse du bassin de la rivière. Les QIX 2 et QIX 5  valent respectivement 21 et 34 m3/s. Le QIX 10 est de 44 m3/s, le QIX 20 de 52 m3, tandis que le QIX 50 se monte à 64 m3/s.
Le débit instantané maximal enregistré à Paulhaguet a été de 123 m3/s le 1er avril 1983, tandis que la valeur journalière maximale était de 57 m3/s le 25 avril de la même année. Si l'on compare la première de ces valeurs à l'échelle des QIX de la rivière, l'on constate que cette crue était de très loin supérieure à une crue cinquantennale, certainement supérieure aussi au niveau d'une crue centennale, c'est-à-dire en fait, très exceptionnelle.

### Lame d'eau et débit spécifique
La Senouire est une rivière modérément abondante dans le contexte du Massif central. La lame d'eau écoulée dans son bassin versant est de 320 millimètres annuellement, ce qui est équivalent à la moyenne d'ensemble de la France ainsi que du bassin de l'Allier (326 millimètres), mais nettement supérieur à la moyenne du bassin de la Loire (244 millimètres). Le débit spécifique de la rivière (ou Qsp) atteint le chiffre de 10,2 litres par seconde et par kilomètre carré de bassin.

## Pollution
Des dizaines de milliers de poissons meurent à la suite d'une pollution chimique provoquée accidentellement par une entreprise en mars 2021.

## Curiosités - Tourisme
- La Chaise-Dieu : abbaye avec abbatiale gothique du XIVe siècle. Orgues d'époque Louis XIV. Festivals de musique classique. Station climatique d'été bien équipée. Ski de fond en hiver. Randonnées. Poney-club.

Pêche au toc.